# Austrocactus philippii
Austrocactus philippii là một loài thực vật có hoa trong họ Cactaceae. Loài này được (Regel & Schmidt) Buxb. mô tả khoa học đầu tiên năm 1963.